# Springer (Nowy Meksyk)
Springer – miasto w Stanach Zjednoczonych, w stanie Nowy Meksyk, w hrabstwie Colfax.